# Första slaget vid Moss
Första slaget vid Moss var ett överraskande anfall i mars 1716 från norska trupper stationerade i Fredrikstad mot det svenska förrådsmagasinet i Moss under  Karl XII:s norska fälttåg. Förrådet hade fyllts med proviant för den svenska armén i Kristiania (nuvarande Oslo) och många sjuka svenskar hade också lämnats kvar där. Förstörandet av förrådet ledde till stora svårigheter för svenskarna, som redan innan hade haft problem med förnödenhetslinjerna från Sverige. Stadens garnison på ungefär 150 soldater, inklusive de många sjuka, blev överrumplade och hamnade i dansk fångenskap. Fler än 200 skjutsbönder hade också blivit plundrade av danskarna, som drog sig tillbaka redan samma dag. En styrka på 600 man under Merkel Falkenberg sändes ut av Karl XII för att återigen ta staden i besittning.